# Theodor Herzl
Theodor (Benjamin Ze’ew) Herzl (ur. 2 maja 1860 w Peszcie, zm. 3 lipca 1904 w Edlach) – żydowski dziennikarz urodzony w Cesarstwie Austrii, twórca i główny ideolog współczesnego politycznego syjonizmu, a w efekcie państwa Izrael.

## Życiorys

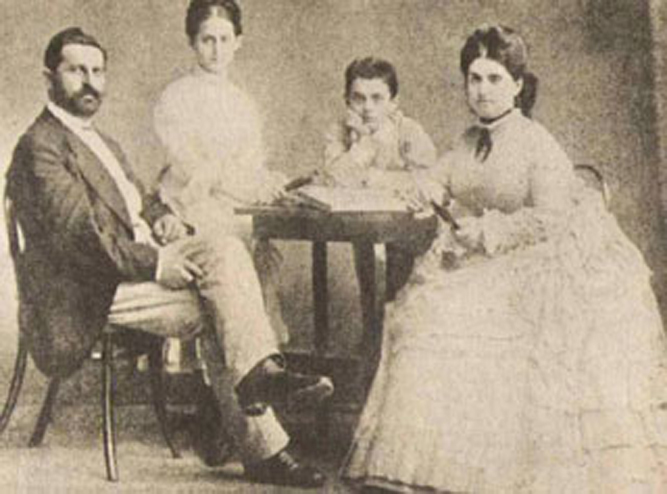
Rodzina Theodora Herzla, lata ok. 1866-1873

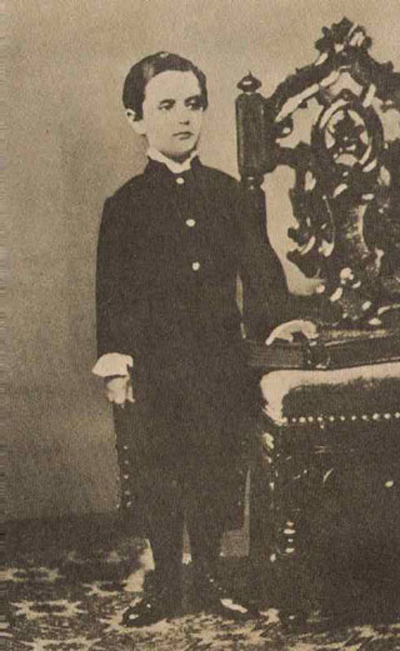
Theodor Herzl w wieku pięciu lat, Peszt

Theodor urodził się w 10 dniu miesiąca ijar 5620 roku kalendarza żydowskiego w Peszcie (współcześnie dzielnica Budapesztu) w Królestwie Węgier, będącym wówczas częścią Monarchii Habsburgów. Był drugim dzieckiem Jakuba i Jeanette Herzl, którzy byli niemieckojęzycznymi zasymilowanymi Żydami. Zamieszkiwali oni kamienicę mieszczącą się przy ulicy Tabak Gasse, obok Wielkiej Synagogi w Budapeszcie. Jego ojciec, Jakub Herzl (ur. 1836, zm. 1902) pochodził ze znanej i dość zamożnej rodziny, zamieszkującej przez kilkaset lat Semlin (obecnie Zemun, będący przedmieściem dzisiejszego Belgradu). Dziadkowie od strony ojca byli ściśle związani z tradycyjnym judaizmem, a dziadek był przyjacielem znanego prosyjonistycznego rabina Jehudy Alkalaia. Jakub był zdolnym biznesmenem. Początkowo prowadził on działalność handlową w Debreczynie, gdzie posiadał agencję handlową i transportową. Mając 21 lat przeniósł się do Pesztu, gdzie w 1857 roku poślubił przyszłą matkę Theodora Herzla, Jeanette. Była ona córką zamożnego kupca Wolfa Hermana Diamanta. Jej dziadkowie byli przykładem całkowitego odrzucenia judaizmu.

### Dzieciństwo i młodość

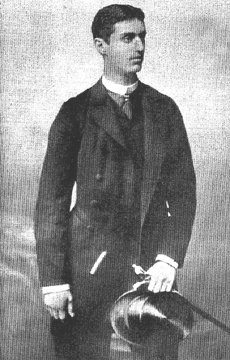
Herzl jako młody wiedeński dziennikarz ok. 1878 roku

Na młodego Theodora (nazywanego w dzieciństwie Dori) matka wywarła przemożny wpływ. Ojciec, będąc w ciągłych rozjazdach, był w stanie przekazać synowi tylko niezbędne podstawy edukacji w duchu żydowskim. Herzl jako chłopiec od 1866 roku chodził do szkoły żydowskiej Pester Israelitische Normalhauptschule, jednak jej poziom był bardzo niski – chłopiec nigdy nie nauczył się mówić biegle w języku hebrajskim. Pomimo to ojciec zabiegał o zachowanie tradycyjnych wartości w wychowaniu syna i w 1868 roku zapisał Theodora do stowarzyszenia charytatywnego Chewra Kadisza. Dążąc do dobrego wykształcenia syna, w 1870 roku zapisał go do Szkoły Technicznej (Realschule) w Peszcie. Młody Theodor okazywał jednak minimalne zainteresowanie judaizmem, co było wynikiem pobłażliwego podchodzenia matki do spraw tradycji żydowskiej. Jego matka opierała się na kulturze niemieckiego humanizmu i rozwijała w synu zainteresowania dla poezji oraz nauk humanistycznych. O stopniu laicyzmu rodziny najlepiej świadczy fakt, że w dniu 3 maja 1873 roku, w wieku 13. lat zamiast tradycyjnej bar micwy przeszedł on formę bierzmowania. Dorastał jako „całkowicie wyzwolony, anty-tradycyjny, świecki, niedoszły niemiecki młodzieniec”, który odrzucał wszystkie religie i odnosił się do judaizmu z „szyderczym cynizmem”. Był bardzo aktywny i już od najmłodszych lat udzielał się w życiu społecznym. W 1874 roku założył stowarzyszenie szkolne „My” (niem. Wir). Od najmłodszych lat Theodor był bardzo wrażliwy na punkcie swojej tożsamości narodowej. Przykładem tego może być wydarzenie, jakie miało miejsce, gdy chodził już do czwartej klasy państwowej szkoły podstawowej. Podczas lekcji nauczyciel powiedział, iż Żydzi są poganami. Oburzony Herzl w dniu 4 lutego 1875 roku opuścił szkołę Realschule. Napisał wówczas swój pierwszy poemat zatytułowany Nie pójdziemy do Canossy. Rok później rozpoczął naukę w gimnazjum ewangelickim. W 1878 roku rodzinę Herzlów dotknęła tragedia. W lutym siostra Theodora, Paulina, zachorowała na tyfus i po kilku dniach zmarła. Theodor bardzo przeżył jej śmierć i nigdy nie zapomniał o siostrze, strzegąc pamięci o niej niemal jak świętej relikwii. Jego nowela Altneuland jest poświęcona jej pamięci (postać siostry została przedstawiona jako Miriam).
Tydzień po śmierci Pauliny rodzina Herzlów przeprowadziła się do Wiednia, zamieszkując w Leopoldstadt (dzielnica o największej liczbie Żydów w mieście w owym czasie). Theodor powrócił w czerwcu na krótko do Pesztu, aby zdać egzamin maturalny. Jesienią 1878 roku zapisał się jako student prawa na Uniwersytet Wiedeński, marzył jednak o karierze literackiej. Później wykorzystywał wiedzę prawniczą w swoich syjonistycznych pismach politycznych, kreśląc zarysy systemu prawnego przyszłego państwa żydowskiego. W 1878 roku został członkiem bezpartyjnego stowarzyszenia kulturalnego studentów Akademische Lesehalle. Przedstawił tam komedię Die Ritter vom Gemeinplatz, która była satyrą na ludzką obłudę i zdradę. W 1880 roku ukazała się drukiem jego komedia Kompagniearbeit. W tym samym roku przeprowadził się do eleganckiej dzielnicy Innere Stadt w śródmieściu Wiednia, co świadczyło o poprawie warunków ekonomicznych Herzla.. Na studiach zbliżył się, a następnie wstąpił do korporacji akademickiej (burschenschaft) Akademische Burschenschaft Albia. Było to niemiecko-narodowe stowarzyszenie zrzeszające studentów, którego motto brzmiało: „Honor, Wolność, Ojczyzna” (niem. Ehre, Freiheit, Vaterland). Wyrazem wzrostu nastrojów antysemickich wśród niemieckiej młodzieży uczelnianej było zakazanie w 1881 roku Żydom członkostwa w korporacjach studenckich. Herzl zrezygnował więc z członkostwa w Albie (7 marca 1883 roku), choć w rzeczywistości został z niego wykluczony. W tym czasie zaczął zastanawiać się nad przyczynami społecznej nienawiści do Żydów. Miał okazję wysłuchać antyżydowskiej tyrady znanego antysemity pochodzącego z Berlina, Strökera. W tym samym roku ukończył swoją nowelę Hagenau. W styczniu 1882 roku zaczął prowadzić dziennik, w którym dokonywał analizy i krytyki wydarzeń codziennych. Swoje obserwacje i wnioski przelewał następnie do felietonów i innych literackich dzieł. W lutym wystąpił w konkursie na najlepszy felieton ogłoszony przez wiedeński dziennik „Wiener Allgemeine Zeitung”. W maju opublikowano tam jego pierwszy felieton, jednak Herzlowi nie udało się zainteresować swoją twórczością kierownictwa dziennika. Nieco później wpadła mu w ręce książka Eugena Dühringa zatytułowana Kwestia żydowska jako problem rasy, moralności i kultury (niem. Die Judenfrage als Frage der Racenschaedlichkeit). Będąc pod wrażeniem zionącej nienawiścią do Żydów lektury, Herzl miał powiedzieć do jednego ze swoich przyjaciół, że poczuł „jakby ktoś mnie bił młotem po głowie”. W lipcu 1883 roku zakończył ostatnią sesję egzaminacyjną na wydziale prawa, a w listopadzie ukończył dzieło zatytułowane Rozczarowany (niem. Der Desillusionierte).

### Praca zawodowa
W maju 1884 roku Herzl zdał egzamin końcowy. Początkowo planował pracować w zawodzie – 4 sierpnia rozpoczął praktykę adwokacką. Nie był jeszcze samodzielny finansowo, dlatego wspierał go ojciec. Początkowo marzył także o karierze sędziowskiej, jednak z biegiem czasu coraz więcej sił poświęcał twórczości literackiej i publicystyce. W tym samym roku ukończył dzieło Tabarin. W czerwcu 1885 roku przeniósł się do Salzburga, gdzie podjął pracę w Sądzie Krajowym (niem. Landesgericht). Jednak już 5 sierpnia zrezygnował z kariery prawniczej, aby zostać pisarzem. Podróżował po Belgii i Holandii, gdzie napisał felieton The Flea dla humorystycznego periodyku „Der Floh” oraz ukończył pracę nad komedią Mamusi synek (niem. Muttersöhnchen). Szukając wydawcy dla swoich dzieł, odbył podróż do Berlina, a w drodze powrotnej do Wiednia po raz pierwszy odwiedził Pragę. Następnie Herzl podjął starania na rzecz związania się z wiedeńską kulturą artystyczną. W 1886 roku ukończył pracę nad satyrą Jego Wysokość (niem. Seine Hoheit), w której zawarł krytykę społeczeństwa burżuazyjnego oceniającego wszystkich ludzi według zamożności. Odbył wówczas swoją drugą podróż do Francji i Holandii, a w październiku odwiedził Berlin. Rozpoczęła się wtedy przyjaźń Herzla z  Arthurem Levysohnem, redaktorem naczelnym berlińskiego dziennika „Berliner Tageblatt”. Levysohn zamówił u Herzla cotygodniowe artykuły, które Theodor nazywał szkicami „Podróż Siódmego Dnia” (niem. Die Siebentagereise). W 1887 roku odbył podróż do Włoch, po której napisał felietony dla Wiener Allgemeine Zeitung, w których z odrazą i współczuciem opisał wygląd i historię getta w Rzymie. Przez krótki czas Herzl pracował jako redaktor w Wiener Allgemeine Zeitung. W lipcu Teatr Wallner w Berlinie zaakceptował jego komedię „Hoheit Seine” do wystawienia na scenie. W tym samym roku opublikowano jego pierwszą książkę „Wiadomości z Wenus” (niem. Neues von der Venus), będącą zbiorem artykułów, szkiców i opowiadań. Zyskał dzięki temu renomę, co pozwoliło mu w 1888 roku zatrudnić się w wiedeńskim dzienniku Neue Freie Presse. Został korespondentem tej gazety. Podczas podróży po Belgii i Anglii napisał dziesiątki felietonów, które były natychmiast drukowane w Wiedniu. Herzl opublikował także zbiór felietonów Księga szaleństwa (niem. Das Buch der Narrheit), który zadedykował przyjacielowi Arthurowi Levysohnowi. Jego wczesne prace nie skupiały się na życiu żydowskim. Były to felietony reporterskie, opisowe, a nie polityczne. W tym samym roku napisał razem z Hugo Wittmannem komedię Kłusownicy (niem. Wilddiebe), którą wystawiono w Burgtheater w Wiedniu. W stosunkowo krótkim czasie Herzl stał się cenionym dziennikarzem, o publikację jego artykułów ubiegało się kilka gazet. W 1888 roku został przyjęty do wiedeńskiego stowarzyszenia literatów i dziennikarzy Concordia, a w swoich artykułach zaczął poruszać tematykę społeczną. W tym czasie Herzl niemal nie utrzymywał żadnych kontaktów ze środowiskami żydowskimi i ulegał asymilacji.

Theodor Herzl z dziećmi, 1900 rok

W dniu 25 czerwca 1889 roku poślubił córkę bogatego kupca Jakuba Naschauera, Julię (ur. 1868, zm. 1907). Mieli troje dzieci: Paulinę (ur. 29 marca 1890), Hansa (ur. 10 czerwca 1891) i Margaritę (ur. 20 maja 1893). Oboje małżonków odmówiło obrzezania syna. Małżeństwo było nieszczęśliwe, ponieważ Herzl był bardzo mocno związany ze swoją matką i nie potrafił się porozumieć z żoną. Trudności te pogłębiły się wraz z podjęciem działalności politycznej w późniejszych latach. Żona nie była zaangażowana w tę działalność, stąd ich drogi coraz bardziej się rozchodziły. Wszystkie ich dzieci zmarły tragicznie. Córka Paulina cierpiała na zaburzenia psychiczne i była narkomanką – zmarła w 1930 roku w wieku 40 lat z przedawkowania heroiny. Syn Hans po wczesnej śmierci ojca poddał się konwersji na katolicyzm, a następnie na protestantyzm. W wieku 39 lat zastrzelił się w kolejną rocznicę pogrzebu siostry Pauliny. Margarita była chora psychicznie i zginęła z rąk nazistów w Theresienstadt.
W lutym 1890 roku Hofburgtheater wystawił komedię Herzla pod tytułem Dama w czerni (niem. Die Dame in Schwarz). Została ona źle przyjęta przez krytykę. Wystawiona rok później w Carltheater w Wiedniu komedia Książęta z ziemi geniuszów (niem. Prinzen aus Genieland) odniosła tylko krótkotrwałą popularność. W październiku 1891 roku Herzl otrzymał posadę stałego korespondenta „Neue Freie Presse” w Paryżu, gdzie mieszkał w Hotel Rastatt przy Rue Duoen. Zajmował się tam głównie obserwacją funkcjonowania francuskiego parlamentu. Jego artykuły opisujące życie polityczne Francji zostały później zebrane i wydane w formie książki zatytułowanej Das Palais Bourbon. Miało to jednak miejsce już po śmierci autora w 1905 roku. Na wiosnę 1892 roku Herzl pisał o pojedynku między markizem de Morès a żydowskim oficerem francuskiej armii, kapitanem Armandem Mayerem, w którym ten ostatni zginął. Tłem i przyczyną tego pojedynku była antysemicka kampania prowadzona przez gazetę „La Libre Parole”. Herzl był głęboko poruszony „szlachetną postawą i nienaganną galanterią Mayera”. W rezultacie Herzl podjął działania przeciwko najwybitniejszemu wówczas we Francji antysemicie, Édouardowi Drumont. Jego kolejne artykuły stawały się coraz bardziej zaangażowane politycznie, aż 31 sierpnia podsumował cały temat w długim raporcie Francuski antysemityzm (niem. Antisemitismus Französischer). W styczniu 1893 roku Herzl został zaproszony do współpracy przez wiedeński oddział Stowarzyszenia Obrony Przeciw Antysemityzmowi (niem. Verein zur Abwehra des Antisemitismus). Redagując kolejne felietony Herzl zaczął poszukiwać rozwiązania kwestii żydowskiej. Analizując austriacki antysemityzm dostrzegł, że jest on zbyt silny i zbyt dobrze zorganizowany, aby było możliwe jego stłumienie. Przedstawiając kilka radykalnych propozycji, zaproponował masowy chrzest jako rozwiązanie problemu żydowskiego. Na początku 1893 roku odrzucił pomysł utworzenia państwa żydowskiego, ponieważ wierzył, że Żydzi są zbyt zasymilowani z różnymi ojczyznami i odmiennymi narodowymi kulturami. W jego ówczesnym mniemaniu nie było możliwości, aby Żydzi mogli opuścić miejsca swojego zamieszkania i wyjechać w celu utworzenia własnego państwa.

### Sprawa Dreyfusa

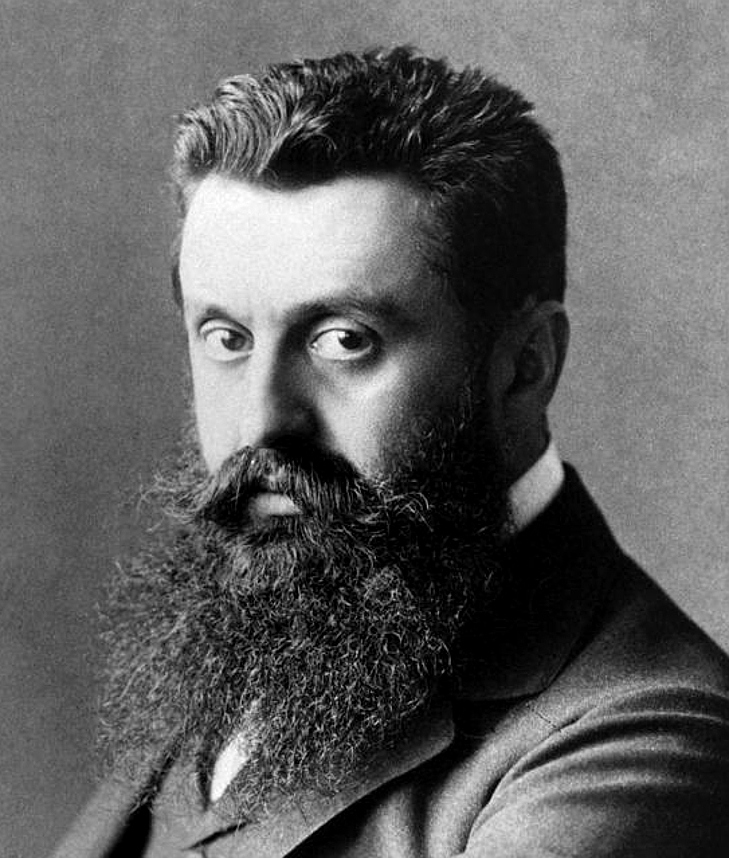
Theodor Herzl

Pod koniec 1894 roku wybuchła afera szpiegowska w armii francuskiej. Oficer pochodzenia żydowskiego, kapitan Alfred Dreyfus został oskarżony o przekazywanie tajnych informacji Niemcom. Podczas procesu atakowały go środowiska prawicowe, a propaganda antyżydowska uzyskiwała coraz większą popularność wśród społeczeństwa francuskiego. Herzl obserwował wydarzenia towarzyszące procesowi i przekonywał się coraz bardziej, że choć we Francji Żydzi od ponad 100 lat posiadali pełnię praw obywatelskich, to jednak wystarczyła mała iskra, aby odrodziła się cała do nich nienawiść. Okazało się ostatecznie, iż kapitan Dreyfus był osobą niewinną. Dowody świadczące na rzecz jego rzekomej zdrady okazały się sfałszowane. Jego rehabilitacji zażądali m.in. Émile Zola (który 13 września 1898 roku zamieścił w dzienniku „L’Aurore” swój słynny list otwarty do prezydenta Republiki pt. „J’Accuse…!”) i Georges Clemenceau (będący wówczas redaktorem gazety „La Justice”). Herzl pisał na temat procesu Dreyfusa: 
„Jakby to dziś jeszcze było, widzę oskarżonego w ciemnym mundurze artylerzysty i słyszę jego głos: Alfred Dreyfus, kapitan artylerii. W uszach moich brzmią jeszcze wściekłe okrzyki tłumu, zebranego na ulicy: śmierć Dreyfusowi, śmierć wszystkim Żydom!”.

W czerwcu 1895 roku napisał w swoim dzienniku: 
„W Paryżu, jak już powiedziałem, osiągnąłem swobodniejszy stosunek do antysemityzmu... Przede wszystkim poznałem pustkę i jałowość prób walki z antysemityzmem”.
Sprawa Dreyfusa wywołała wstrząs u Herzla. Już wcześniej doświadczył on na własnej skórze oznaki antysemityzmu, jednak dopiero teraz zdał sobie sprawę, że nigdy nie będzie możliwa pełna asymilacja Żydów w innych narodowych kulturach. Nowa jakość ówczesnego antysemityzmu skłoniła go do uznania, że asymilacja i emancypacja Żydów poniosła fiasko. Jako obywatel monarchii austro-węgierskiej obserwował nasilające się wrzenie Czechów, Węgrów i Chorwatów, którzy domagali się suwerenności narodowej. Herzl doszedł do wniosku, że Żydzi również powinni pójść tą drogą i zaproponował ideę utworzenia żydowskiego państwa narodowego.

### Lider syjonizmu

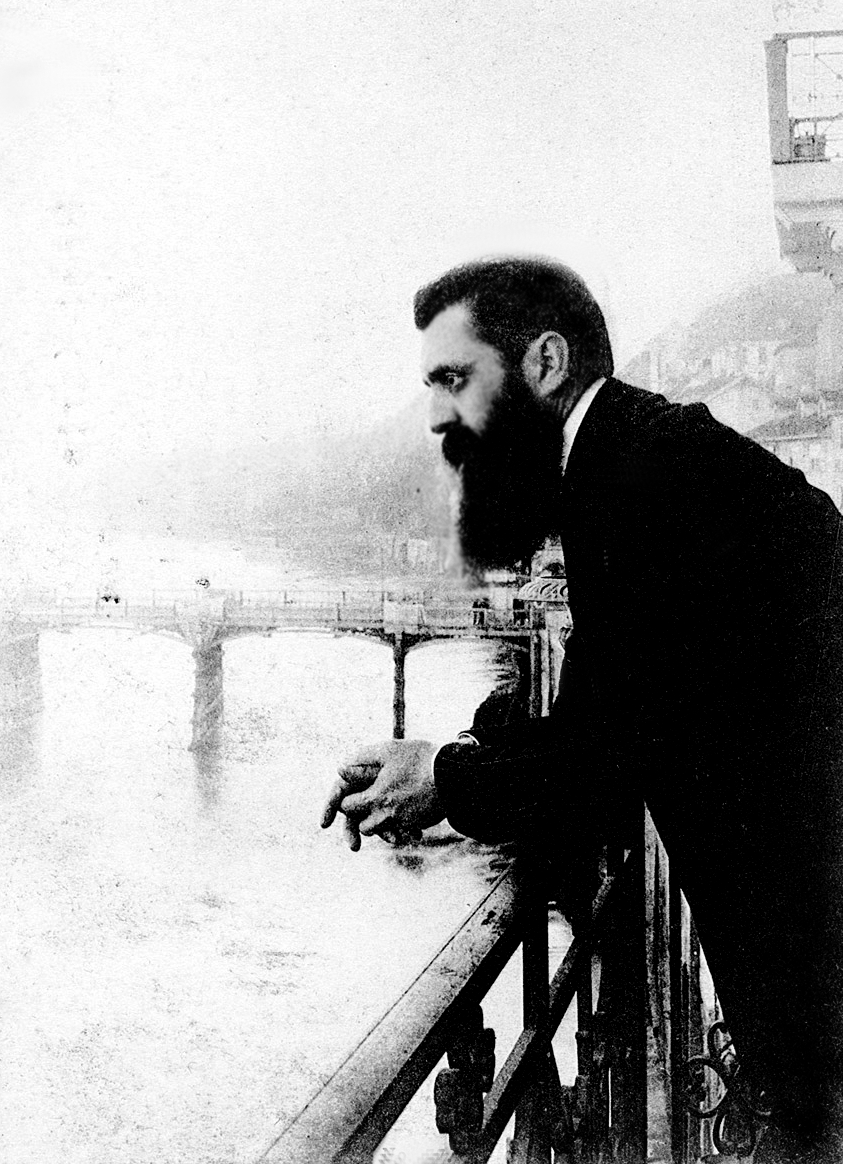
Theodor Herzl w Bazylei, 1897 rok

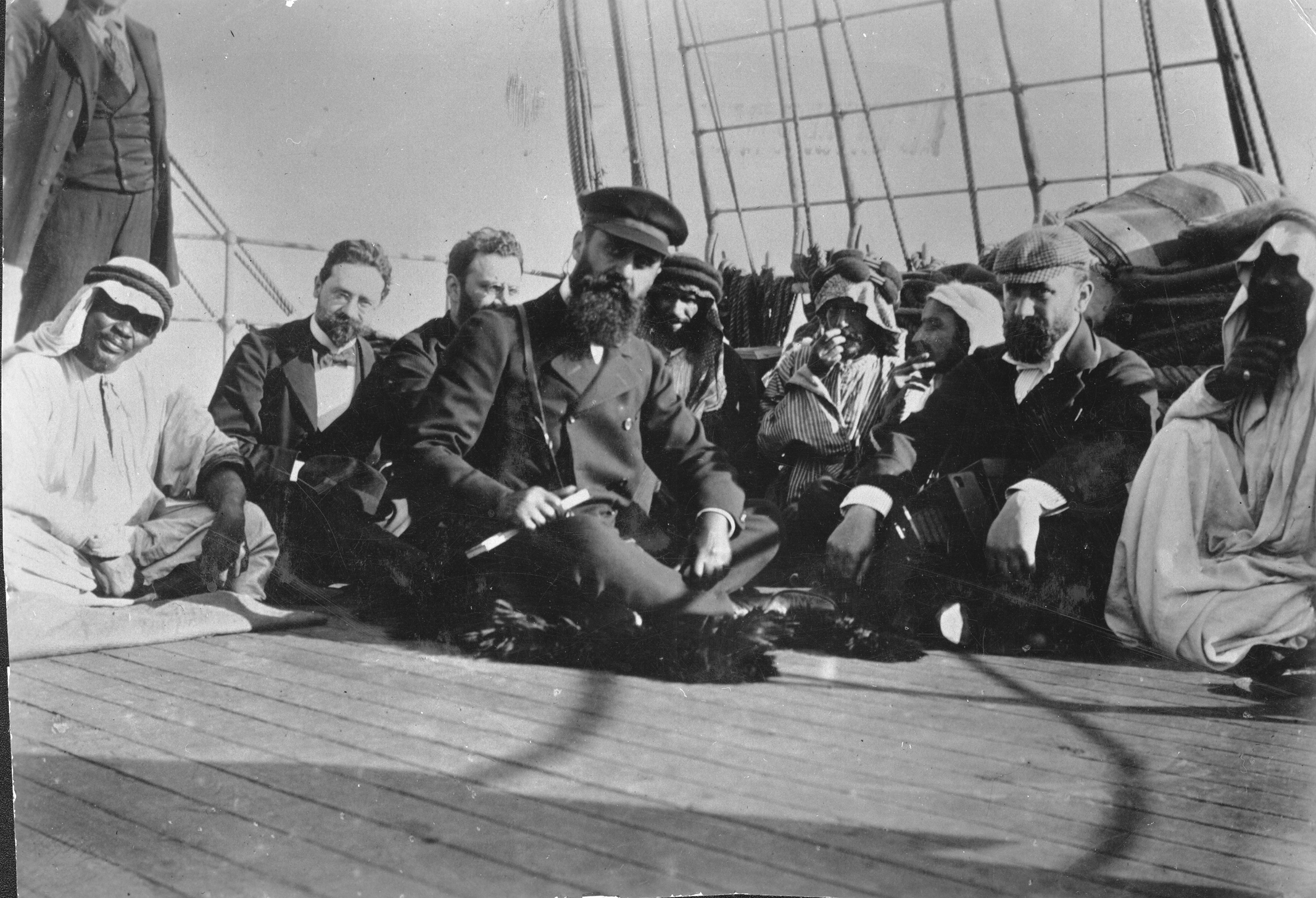
Theodor Herzl podczas podróży do Palestyny, 1898 rok

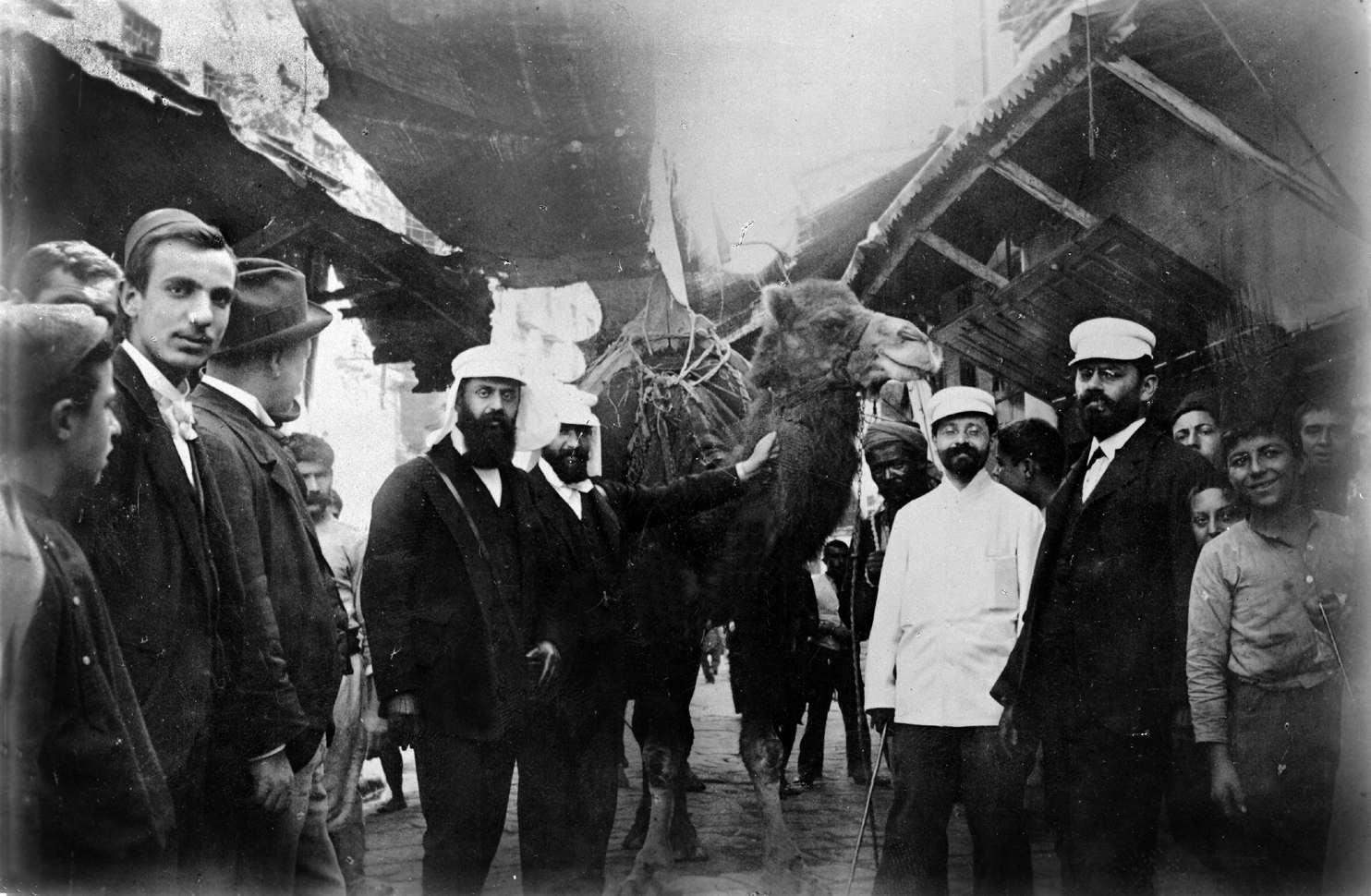
Theodor Herzl w tureckim mieście portowym Izmir, 1898 rok

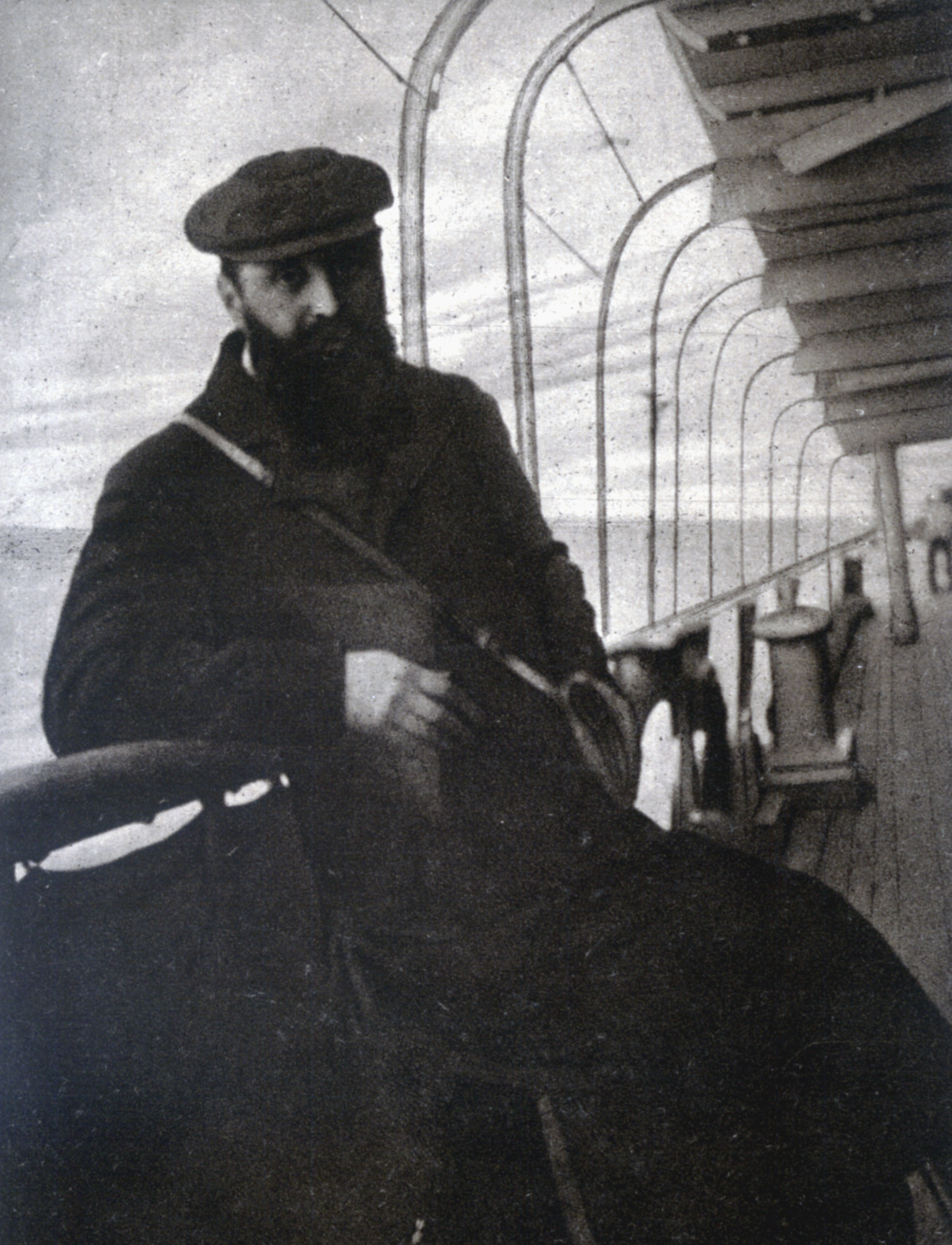
Theodor Herzl podczas podróży do Egiptu, 1903 rok

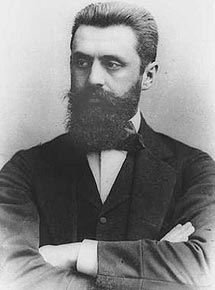
Theodor Herzl

Herzl widział rozwiązanie problemu żydowskiego tylko poprzez utworzenie odrębnego państwa żydowskiego. Kwestię, gdzie to państwo miałoby powstać, Theodor pozostawił początkowo całkowicie otwartą. Emocjonalne i religijne więzi Żydów z Ziemią Izraela w sposób automatyczny ciągnęły ich właśnie w stronę Palestyny i świętego miasta judaizmu – Jerozolimy. Herzl jednak w pierwszym okresie nie miał żadnych oporów przed akceptacją jakiejkolwiek innej opcji – Argentyny lub innego miejsca gdziekolwiek na świecie. W celu promowania swojego planu wysłał na początku maja 1895 roku pierwszy list do barona Maurice’a de Hirscha. W dniu 2 czerwca doszło do ich osobistego spotkania. Herzl usiłował przekonać tego wielkiego żydowskiego filantropa do zainteresowania się planem przesiedlenia Żydów z Europy do Ziemi Izraela, gdzie mogłoby powstać autonomiczne państwo żydowskie pod feudalnym zwierzchnictwem Imperium Osmańskiego. Baron de Hirsch nie wykazał jednak większego zainteresowania tą nową ideą. Na początku czerwca Herzl zaczął tytułować swoje pamiętniki Kwestia żydowska (niem. Die Judensache). Zawarł w nich opis całego procesu rodzenia się ruchu politycznego syjonizmu. Równocześnie podjął on próbę przekonania do swojego planu rodzinę żydowskich bankierów Rotszyldów. Argumentował, że ich majątek może być uratowany tylko dzięki utworzeniu państwa żydowskiego. Łącznikiem między Herzlem a Rotszyldami był naczelny rabin Wiednia, Moritz Güdemann. W dniu 27 lipca Herzl wyjechał z Paryża, do którego już nigdy nie powrócił jako mieszkaniec tego miasta. Pomimo to, nadal pisał felietony dla gazety „Neue Freie Presse”. W październiku zaproponowano mu nawet objęcie funkcji redaktora w tej gazecie, jednak po kilku dniach negocjacji Herzl odmówił.

W sierpniu 1895 roku Herzl odwiedził Berlin, gdzie spotkał się z rabinem Moritzem Güdemannem i filantropem Heinrichem Mejer-Cohnem. Doszło także do spotkania Herzla z współzałożycielem i sekretarzem generalnym organizacji Alliance Israélite Universelle, Narcisse Levenem. Przedstawił on Theodorowi położenie i warunki społeczności żydowskiej żyjącej w Imperium rosyjskim. W odpowiedzi Herzl zaproponował mu ideę rozwoju ruchu syjonistycznego, nie znalazł jednak większego zrozumienia. Nie zrażony tym Herzl odwiedził w listopadzie Paryż, gdzie kontynuował rozmowy z Narcisse Levenem i naczelnym rabinem Francji Zadockiem Kahnem. Nikt nie traktował jednak Herzla poważnie. W dniu 19 listopada spotkał się z Maxem Nordauem. Dwa dni później wyjechał do Londynu, gdzie spotkał się Izraelem Zangwillem. Umożliwił on Herzlowi spotkanie się z pułkownikiem Albertem Goldsmidem (przywódca angielskiego oddziału Chowewej Syjon), naczelnym rabinem Hermannem Adlerem i sir  Samuelem Montagu. Spotkania te umożliwiły mu przedstawienie swoich poglądów 24 listopada przed angielsko-żydowskim stowarzyszeniem The Maccabaeans Club. Herzl opisał to spotkanie słowami: „Wieczór z klubem Makabi to skąpy obiad, ale dobry odbiór”. Po powrocie do Wiednia Herzl zajął się ponownym przeredagowaniem swoich notatek w celu przedstawienia propozycji nowoczesnego rozwiązania kwestii żydowskiej. 7 stycznia 1896 roku w londyńskim dzienniku „The Jewish Chronicle” ukazał się artykuł Herzla zatytułowany Rozwiązanie kwestii żydowskiej (ang. The Solution of the Jewish Question; niem. Die Lösung der Judenfrage). 8 lutego w berlińskim miesięczniku „Zion” ukazał się przyjazny przegląd artykułu Herzla z Londynu. W konsekwencji Herzl odwiedził Berlin, gdzie w Jüdische Akademische Lesehalle po wykładzie naczelnego rabina Austrii Moritza Güdemanna przedstawił swoje poglądy i odpowiadał na pytania żydowskich studentów. 14 lutego 1896 roku w Wiedniu została opublikowana jego słynna publikacja Państwo żydowskie (niem. Der Judenstaat). Napisał w niej: 
„Kwestia żydowska istnieje wszędzie tam, gdzie Żydzi żyją w znacznej ilości. Gdziekolwiek nie istnieje, zostanie przyniesiona wraz z żydowskimi imigrantami. My naturalnie ciągniemy do takich miejsc, gdzie nie jesteśmy prześladowani, a nasz wygląd nie pobudza do prześladowań. Jest to przypadek, i nieuchronnie tak będzie wszędzie, nawet w wysoko cywilizowanych krajach - zobacz na przykład Francję - tak długo, jak kwestia żydowska nie zostanie rozwiązana na szczeblu politycznym. Nieszczęśni Żydzi niosą teraz ziarno antysemityzmu do Anglii; oni sprowadzili je już także do Ameryki (...) Dajcie nam tylko suwerenną władzę nad skrawkiem ziemi wystarczającym dla słusznych potrzeb naszego ludu, a z resztą poradzimy sobie sami”.
Wywołał on dużą dyskusję w społeczności żydowskiej w mieście. Wiedeńskie stowarzyszenie studentów żydowskich Kadimah przyjęło ideę syjonizmu z wielką owacją, a Natan Birnbaum rozpoczął współpracę z Herzlem. Naczelny rabin Sofii, dr Ruben Bierer uznał Herzla za Mesjasza. Żydowska gazeta „Ha-am” z Kołomyi (obecne terytorium Ukrainy) oddała się do dyspozycji Herzla, aby propagować idee syjonizmu. W dniu 14 marca wiedeński oddział Chowewej Syjon przyłączył się do Herzla na rzecz realizacji programu utworzenia państwa żydowskiego, a 26 marca stowarzyszenie „Syjon” z Sofii ogłosiło Herzla swoim liderem. W następnych miesiącach i kolejnych latach, Herzl energicznie promował swoje pomysły, nieustannie zyskując zwolenników, żydowskich i nie-żydowskich. Norman Rose napisał, że Herzl „nakreślił dla siebie rolę męczennika... jak Parnell Żydów”.

10 marca Herzla odwiedził anglikański ksiądz William Hechler, który pracował przy ambasadzie Wielkiej Brytanii w Wiedniu. Zapoznał się on z publikacją Der Judenstaat i pragnął wymienić poglądy z Herzlem. Spotkanie to odegrało kluczową rolę w ostatecznym sformowaniu przez Herzla idei syjonizmu. Herzl napisał później w swoim pamiętniku: 
„Gdy doszliśmy do sedna działalności powiedziałem do niego: Należy położyć nacisk na bezpośrednie i publiczne relacje ze znanymi władcami i zwierzchnikami - to znaczy, z ministrami stanu i książętami. Wtedy Żydzi mi uwierzą i udzielą swojego poparcia. Najbardziej odpowiednią będzie osoba niemieckiego cesarza”.
W kwietniu Herzl pojechał do Karlsruhe, gdzie spotkał się z wielkim księciem Badenii, Fryderykiem II Badeńskim. Po audiencji powiedział: „W każdym razie, wielki książę wziął moją propozycję utworzenia państwa od początku całkiem poważnie”. W dniu 26 kwietnia Herzla odwiedził żydowski filantrop Dawid Wolffsohn, który zaoferował swoją współpracę i otworzył dostęp do niemieckiego oddziału Chowewej Syjon. Na początku maja 1896 roku w londyńskiej gazecie opublikowano angielskie tłumaczenie artykułu Der Judenstaat. W tym samym miesiącu Herzl spotkał się z nuncjuszem papieskim w Wiedniu Antonio Agliardim, przywódcą syjonistów w Kolonii Maksem Bodenheimerem i przywódcą rosyjskiego Chowewej Syjon Menachemem Usyszkinem. W czerwcu Herzl odbył podróż do Konstantynopola. Występował tam jako dziennikarz gazety Neue Freie Presse, i przy pomocy hrabiego Filipa Michaela Newleńskiego próbował spotkać się z sułtanem Abd-ul-Hamidem II. Nie udało mu się uzyskać audiencji u sułtana, ale spotkał się z kilkoma wysokimi tureckimi dygnitarzami, w tym z wezyrem. Przedstawił im swoje propozycje. Zaoferował, że jeśli Żydzi otrzymają Palestynę, będą aprobować wszystkie tureckie regulacje podatkowe, spróbują pomóc w uregulowaniu wewnętrznych finansów i pomogą w spłaceniu zagranicznego zadłużenia Imperium Osmańskiego. Jego wysiłki zyskały uznanie, czego dowodem było odznaczenie go honorowym tureckim Krzyżem Komandorskim Orderu Medjidie. W drodze powrotnej do Wiednia, Herzl zatrzymał się na kilka godzin w Sofii, gdzie setki osób okazało mu swoją sympatię i poparcie. W lipcu odbył kolejną podróż do Londynu i Paryża. 5 lipca odbył spotkanie z Claudem Montefiore i Fryderykiem Mocattą ze Stowarzyszenia Anglo-Żydowskiego (ang. Anglo-Jewish Association). Dzień później przed stowarzyszeniem The Maccabaeans Club przedstawił program działania: „Zadaniem Stowarzyszenia Żydów jest zdobycie w zgodzie z międzynarodowym prawem terytorium dla tych Żydów, którzy nie potrafią się zasymilować”. Po kolejnych spotkaniach i rozmowach, w dniu 11 lipca Herzl osiągnął porozumienie z pułkownikiem Goldsmidem i Samuelem Montagu w sprawie współpracy w działaniach na rzecz utworzenia wasalnego państwa żydowskiego pod panowaniem tureckim. 18 lipca odbyło się jego pierwsze spotkanie z baronem Edmondem Jamesem de Rothschildem, u którego szukał wsparcia finansowego dla projektu. W cztery dni później w Karlsruhe uzyskał audiencję u księcia Bułgarii Ferdynanda I Koburga. 13 sierpnia w Wiedniu spotkał się z tureckim ambasadorem Mahmudem Nedim Bejem. Rozwijając dotychczasową działalność, na początku września Herzl został oficjalnie uznany przywódcą wiedeńskiej komórki Stowarzyszenia Syjonistycznego - był to Komitet Działania (niem. Aktionskomitee). W kolejnych dniach gazeta „Neue Freie Presse” wysłała Herzla do Görlitz i Wrocławia, aby przygotował relację z manewrów armii pruskiej, w których uczestniczył cesarz Wilhelm II Hohenzollern. Pomimo starań Herzl nie zdołał spotkać się z cesarzem.
Wszystkie te wydarzenia znakomicie pokazują, jak szybko rosło poparcie dla idei syjonizmu i jak gwałtownie rozszerzał się krąg sympatyków Herzla. Jednak jego radykalne poglądy przysporzyły mu nie tylko przyjaciół. Krytykowali go zasymilowani Żydzi, którzy uznawali siebie za pełnoprawnych obywateli niemieckich, francuskich lub angielskich. „Tezy Herzla stanowiły zagrożenie dla prawnej i społecznej emancypacji Żydów wciąż jeszcze opierającej się na kruchych podstawach. Ortodoksyjni Żydzi zaś traktowali syjonizm jako swego rodzaju sekularyzujące złamanie tabu, gdyż tylko sam Bóg może podjąć i wykonać podobny zamiar”.
Idee Herzla bardzo szybko rozprzestrzeniały się. W dniach 6-7 marca 1897 roku Herzl zorganizował konferencję w Wiedniu, na której spotkał się z przedstawicielami środowisk syjonistycznych z Wiednia, Berlina, Wrocławia i Galicji. Słowa, jakimi przywitał jednego z uczestników, dobrze oddają atmosferę tamtych czasów: „Witam w Wiedniu, stolicy antysemityzmu. Przez kilka najbliższych dni będzie to całkiem znośne miejsce”. Uczestnicy konferencji zaakceptowali propozycję Herzla o zwołaniu powszechnego Kongresu Syjonistycznego (początkowo proponowano miasto Monachium), z zastrzeżeniem możliwości podjęcia współpracy z rosyjskimi syjonistami. 4 czerwca Herzl rozpoczął w Wiedniu wydawanie pierwszej syjonistycznej gazety „Świat”' (niem. „Die Welt”). Razem z Herzlem redagowali ją Martin Buber, Nahum Sokołow i Michael Berkowitz.

W dniach 29-31 sierpnia w Bazylei w Szwajcarii odbył się Pierwszy Kongres Syjonistyczny. Uczestniczyło w nim 200 delegatów pochodzących z siedemnastu różnych państw. Po długich dyskusjach zatwierdzili oni „program bazylejski” żądający „utworzenia prawem powszechnym chronionej siedziby w Palestynie”. Powstała wówczas Światowa Organizacja Syjonistyczna w celu organizacji i wsparcia akcji osiedleńczej w Palestynie. Dokonano wyboru flagi i hymnu państwowego przyszłego państwa żydowskiego. Sam Herzl został wybrany przewodniczącym Organizacji. Zdawał on sobie sprawę z osobliwości tego kongresu, o którym sam pisał z dużą ironią: 
„Faktem jest, że mam do dyspozycji tylko armię włóczęgów. Stoję na czele bandy wyrostków, żebraków i pismaków”.
Po kongresie, w dniu 19 listopada, Herzl opublikował w gazecie „Die Welt” artykuł zatytułowany Żydowski Bank Kolonialny (niem. Die Jüdische Kolonialbank). Zawarł w nim projekt sfinansowania akcji osiedleńczej w Ziemi Izraela. Na początku stycznia 1898 roku Herzl odwiedził Berlin, gdzie zwołał konferencję berlińskich Żydów. Przy okazji tej wizyty odbył dwie rozmowy z tureckim ambasadorem Ahmedem Tewfikiem. W dniach 23-25 kwietnia odbyła się konferencja w Wiedniu, w której uczestniczyli przedstawiciele organizacji syjonistycznych z Rosji, Austro-Węgier i Niemiec. Postanowiono zwołać w Bazylei Drugi Kongres Syjonistyczny, na który po raz pierwszy miały być wybierane kobiety z prawem głosowania. Do Palestyny wysłano Leo Motzkina, który miał przygotować raport o aktualnej sytuacji i perspektywach kolonizacji żydowskiej. W dniach 28-31 sierpnia w Bazylei odbył się Drugi Kongres Syjonistyczny. W wyniku podjętych wówczas decyzji, 22 marca 1899 roku w Londynie powołano do życia żydowski bank Żydowski Trust Kolonialny (ang. The Jewish Colonial Trust). We wrześniu i październiku 1898 roku Herzl odbył służbowe podróże do Paryża, Londynu i Hagi, aby w odpowiedni sposób zorganizować struktury banku. Równocześnie prowadził intensywne starania na rzecz uzyskania zgody na audiencję u cesarza niemieckiego Wilhelma II, który planował spektakularną wizytę w Palestynie. Herzl spotkał się po raz kolejny z wielkim księciem Fryderykiem II Badeńskim, ministrem spraw zagranicznych Bernhardem von Bülowe i kanclerzem Rzeszy Chlodwigiem zu Hohenlohe-Schillingsfürst. 13 października syjonistyczna delegacja (Theodor Herzl, Józef Seidener, Mojżesz Schnirer, Dawid Wolffsohn i Maks Bodenheimer) udała się pociągiem Orient Express do Konstantynopola. W dniu 18 października w Konstantynopolu miała miejsce pierwsza audiencja Herzla u cesarza Wilhelma II. Następnie delegacja syjonistyczna popłynęła statkiem do Palestyny, gdzie odwiedziła Jafę, Mikwe Jisra’el, Riszon le-Cijjon, Nes Cijjona i Rechowot. 28 października Herzl po raz drugi spotkał się z cesarzem (w Mikwe Jisra’el), a 2 listopada po raz trzeci (w Jerozolimie). Cesarz wyraził „życzliwe zainteresowanie”, poprzestając jednak tylko na ostrożnych ogólnikach, gdyż nie chciał wprawiać w zakłopotanie swojego sojusznika – tureckiego sułtana. Natomiast sułtan był zajęty innymi konfliktami narodowościowymi w swym wielonarodowym państwie i nie wykazywał zrozumienia dla idei syjonistów. Tego samego dnia, Herzl i Wolffsohn wspólnie zasadzili drzewa (cedr i daktylowiec) w osadzie Moca na ówczesnych przedmieściach Jerozolimy.
W czerwcu 1899 roku Herzl wziął udział w Konferencji pokojowej w Hadze, gdzie między innymi spotkał się z wysokimi rosyjskimi dygnitarzami, starając się uzyskać pozwolenie na audiencję z carem Mikołajem II. Herzl uzyskał także zapewnienie tureckiego ministerstwa spraw zagranicznych na zorganizowanie audiencji z sułtanem. Następnie Herzl udał się do Paryża, gdzie spotkał się z prawnikiem Narcisse Levenem (współzałożycielem francuskiego Alliance Israélite Universelle), którego zapewnił, że Żydowskie Towarzystwo Kolonizacyjne (ang. Jewish Colonization Association) będzie współpracować z nim w praktycznych sprawach dotyczących rozwoju żydowskiego osadnictwa w Palestynie. Po tych rozmowach Herzl udał się do Londynu, gdzie w dniach od 25 czerwca do 1 lipca wziął udział w konferencji Angielskiej Federacji Syjonistycznej (ang. English Zionist Federation). Herzl poinformował angielskich syjonistów, że stara się o uzyskanie zgody tureckiego rządu na kolonizację Palestyny pod zwierzchnictwem sułtana. W dniach 15-18 sierpnia w Bazylei odbył się Trzeci Kongres Syjonistyczny. W grudniu spotkał się z amerykańskim ambasadorem w Konstantynopolu Oscarem Strausem. Dotychczasowa działalność wyczerpała większą część prywatnego majątku Herzla, który częściowo z własnych środków finansował promocję idei ruchu syjonistycznego, wydawanie czasopisma „Die Welt” oraz podróże i koszty spotkań dyplomatycznych. Poszukując nowych środków finansowych Herzl podjął ukończenie kilku dzieł literackich, a w grudniu został redaktorem sekcji literackiej gazety „Neue Freie Presse” - otrzymywał najwyższą pensję w gazecie.
Czwarty Kongres Syjonistyczny odbył się w dniach 13-16 sierpnia 1900 roku w Londynie. O wzroście popularności syjonizmu w Anglii najlepiej świadczy fakt, że w październiku 60 kandydatów do brytyjskiego parlamentu opowiadało się za syjonizmem. Pomimo to działania Herzla nie przynosiły widocznych efektów i wciąż nie było możliwości na spotkanie z sułtanem. W styczniu 1901 roku Herzl napisał w swoim dzienniku: „Wiatr wieje przez ścierniska. Czuję, że zbliża się jesień mojego życia. Jestem w niebezpieczeństwie, że pozostawię niezakończoną pracę na świecie i moje dzieci bez żadnej własności”.
Pod koniec lutego 1901 roku Herzl napisał listy do Syjonistów we Francji, Włoszech, Anglii i Ameryce z prośbą o parlamentarną interwencję przeciwko wprowadzonym przez władze tureckie ograniczeniom żydowskiej imigracji napływającej do Palestyny. W okresie tym Herzl rozważał możliwość przeniesienia centrum swojej działalności z Wiednia do Londynu, zrezygnował jednak z tego planu, gdyż nie chciał rozdzielić się z rodzicami. Na początku maja jego kilkuletnie starania o audiencję u sułtana zakończyły się sukcesem. Po uzyskaniu zezwolenia, 9 maja Herzl wraz z Dawidem Wolffsohnem i Oskarem Marmorekiem udał się do Konstantynopola, gdzie 17 i 18 maja spotkał się z sułtanem. Rozmowa dotyczyła ułatwień dla żydowskiej imigracji oraz możliwości utworzenia państwa żydowskiego w Palestynie. Zakończyły się jednak porażką. Sułtan odznaczył jednak Herzla Wielkim Krzyżem Orderu Medjidie.
W dniach 26-31 grudnia w Bazylei odbył się Piąty Kongres Syjonistyczny. Jednym z jego najważniejszych postanowień było ustanowienie Żydowskiego Funduszu Narodowego (ang. The Jewish National Fund), który rozpoczął gromadzenie środków finansowych potrzebnych na wykup ziemi w Palestynie. Żydowski Trust Kolonialny pełnił rolę banku Światowej Organizacji Syjonistycznej, przeznaczając zgromadzone środki na konkretne cele. Pod koniec 1901 roku dysponowano niebagatelną na owe czasy sumą 250 tys. funtów. W lutym 1902 roku Herzl został ponownie wezwany do Konstantynopola, gdzie przeprowadził pierwsze prawdziwe negocjacje z tureckim rządem. Końcowa decyzja sułtana była jednak po raz kolejny negatywna. Wracając, Herzl pojechał do Monachium, gdzie spotkał się z bankierem Reitlingerem. Herzl przedstawił mu tureckie propozycje, aby żydowscy imigranci udali się do Azji Mniejszej i Mezopotamii, aby rozwijać eksplorację lokalnych kopalń. Reitlinger odrzucił te propozycje jako zbyt kosztowne, ryzykowne i niebezpieczne. W wyniku kolejnych rozmów podjęto decyzję o zdeponowaniu na rachunkach sułtana w bankach w Paryżu, Berlinie i Londynie kwoty 3 mln franków. Miało to ułatwić sułtanowi obsługę długu publicznego, a także ułatwić dalsze negocjacje Herzla. W międzyczasie, Theodor Herzl ukończył i opublikował nowelę Stare-nowe państwo (niem. Altneuland). Opisał w niej utopijny kształt przyszłego państwa żydowskiego. Herzl nie opowiadał się za krzewieniem w nim ortodoksyjnego judaizmu, jako podtrzymującego żydowską tożsamość. Osadnicy nie musieli nawet mówić po hebrajsku. Herzl nie przewidział także żadnego konfliktu z Arabami – przeciwnie, zakładał iż skorzystają oni na rozwoju technologicznym, jaki miał pojawić się wraz z żydowskimi kolonizatorami.
Na przełomie lipca i sierpnia 1902 roku Herzl odbył kolejną podróż do Konstantynopola, podczas której przedstawił ofertę likwidacji całego zagranicznego tureckiego zadłużenia w zamian za ustępstwa na rzecz żydowskiej kolonizacji Hajfy i jej okolic. Po zakończonych rozmowach zapisał w swoim pamiętniku: „Negocjacje znowu doprowadziły do żadnych rezultatów.” Poszukując innych rozwiązań, w październiku udał się do Londynu, gdzie spotkał się z sekretarzem stanu ds. kolonii Josephem Chamberlainem. Przedstawił mu plan rozwoju żydowskiej kolonizacji wyspy Cypr i półwyspu Synaj. Żydowscy osadnicy mieliby pozostawać pod żydowską administracją. Plany te zostały jednak odrzucone. Po dorocznej konferencji syjonistycznej, która odbyła się pod koniec października w Wiedniu, zdrowie Herzla znacznie się pogorszyło. Ten znany dziennikarz, redaktor i pisarz nie był w stanie napisać samodzielnie nawet pojedynczej linii tekstu. W tej sytuacji zwolnił się z „Neue Freie Presse” i wyjechał na leczenie, najpierw do Franzensbadu. Dalsze negocjacje z brytyjską komisją ds. imigracji prowadził jego przedstawiciel Leopold Greenberg. Spotyka się on z lordem Cromerem i egipskim ministrem spraw zagranicznych Butrosem Ghali, zyskując ich przychylność dla syjonizmu. W grudniu rząd brytyjski podjął decyzję o wysłaniu niewielkiej komisji na półwysep Synaj, której celem było zbadanie możliwości i perspektyw kolonizacji. Po niepowodzeniu tych starań, rząd brytyjski zasugerował Herzlowi, iż można by umieścić osadników w brytyjskim protektoracie Ugandy w Afryce Wschodniej. Miała być to nowa, brytyjska kolonia z własnym, autonomicznym rządem. Jednocześnie Herzl negocjował z rządem rosyjskim - w Sankt Petersburgu odwiedził ministra finansów Siergieja Wittego i ministra spraw wewnętrznych Wiaczesława Plehwego. Spotkanie to wywołało dużą krytykę, gdyż Plehwe z powodu pogromu Żydów w Kiszyniowie zyskał przydomek „rzeźnik z Kiszyniowa”. Herzl odpowiadał jednak na zarzuty krytyków, że „antysemici staną się naszymi najlepszymi przyjaciółmi, kraje antysemickie - naszymi sprzymierzeńcami” i apelował do antysemickich władców, przedstawiając im koncepcję uwolnienia ich od nielubianych Żydów. W dniach 23-28 sierpnia 1903 roku w Bazylei odbył się Szósty Kongres Syjonistyczny. Stał się on miejscem konfrontacji między Herzlem i jego zwolennikami a syjonistami odrzucającymi brytyjską propozycję osiedlenia się żydowskich kolonizatorów w Ugandzie. Herzl widział, że wszystkie dotychczasowe starania zakończyły się niepowodzeniem, a jedyną sensowną propozycją pozostającą na stole negocjacji był brytyjski plan ugandyjski. Z punktu widzenia kwestii żydowskiej sytuacja wymagała poszukiwania pilnego rozwiązania, gdyż w carskiej Rosji nasilały się pogromy, i należało znaleźć miejsce ucieczki dla tysięcy rosyjskich Żydów. Herzl podkreślał przy tym, że plan ugandyjski ma charakter tymczasowego rozwiązania, a końcowym celem syjonizmu nadal pozostaje Palestyna. Plan ten stał się przyczyną wielkiego wewnętrznego kryzysu w ruchu syjonistycznym. W styczniu 1904 roku Herzl odbył podróż do Włoch. 23 stycznia spotkał się z włoskim królem Wiktorem Emanuelem III, który okazał poważne zainteresowanie syjonizmem i obiecał polityczne wsparcie w Konstantynopolu. Dwa dni później Herzl został przyjęty przez papieża Piusa X, który oświadczył, że nie może poprzeć powrotu niewiernych Żydów do Ziemi Świętej. Powiedział: „Jeśli udacie się do Palestyny i osiedlicie tam swoich ludzi, my chcemy mieć tam kościoły i księży gotowych do ochrzczenia was”.
3 czerwca Herzl ponownie wyjechał na odpoczynek do małej wioski Edlach położonej u podnóża Alp na południe od Wiednia. Od 30 czerwca cierpiał z powodu ostrego zapalenia oskrzeli, które przeszło w zapalenie płuc. Pomimo usilnych starań lekarzy jego stan zdrowia pogarszał się. 2 lipca powiedział do Williama Hechlera: „Przekaż im wszystkim moje pozdrowienia i powiedz im, że dałem krew mojego serca za mój naród”. Zmarł następnego dnia, w niedzielę 3 lipca 1904 roku, o godzinie 5. po południu (20 tamuz 5664). Został pochowany 7 lipca na cmentarzu Döblinger Friedhof w wiedeńskiej dzielnicy Döbling. W ceremonii pogrzebowej wzięło udział około 6 tys. osób. W swojej ostatniej woli Herzl poprosił, aby jego ciało zostało pochowane obok jego ojca, „i tam pozostało aż naród żydowski będzie mógł przenieść moje szczątki do Palestyny”. Stało się to możliwe po utworzeniu niepodległego państwa Izrael. W dniu 16 sierpnia 1949 roku szczątki Herzla przewieziono do Jerozolimy i pochowano na Wzgórzu Herzla. W 2006 roku po uprzedniej ekshumacji we Francji zostały pochowane w Jerozolimie prochy dzieci Herzla – Pauliny i Hansa. W uroczystości wzięli udział m.in. Ehud Olmert oraz Binjamin Netanjahu.

## Poglądy
Poglądy syjonistyczne Theodora Herzla zostały zawarte w jego dwóch książkach: Der Judenstaat (1896) i Altneuland (1902). W pierwszej z tych książek Herzl przedstawił propozycję utworzenia państwa żydowskiego jako sposobu rozwiązania kwestii żydowskiej.
„W książce przedstawiłem starożytny pomysł: jest nim przywrócenie państwa żydowskiego (...)”
„Decydującym czynnikiem jest nasza siła napędowa. A co jest tą siłą? Los Żydów (...) Jestem głęboko przekonany, że mam rację, chociaż wątpię czy doczekam spełnienia tego. Jest mało prawdopodobne, że ci którzy dzisiaj zainaugurują ten ruch dożyją aby zobaczyć jego wspaniałe zwieńczenie. Ale inauguracja wystarczy, aby rozbudzić w nich poczucie dumy i wewnętrzną radość wyzwolenia ich istnienia (...)”
„Jeśli jedna osoba podejmie się tego planu będzie to szaleństwem, ale jeśli wielu Żydów jednocześnie zgodzi się na niego, to jest całkowicie uzasadnione, że jego realizacja nie będzie przedstawiać żadnych trudności. Warto wspomnieć, że idea zależy wyłącznie od liczby jej zwolenników. Być może nasi młodzi ludzie, dla których wszystkie drogi awansu są już zamknięte, dla nich państwo żydowskie otwiera jasną perspektywę wolności, szczęścia i honoru, być może oni sprawią, że ta idea rozprzestrzeni się (...)”
„To czy ten dokument polityczny pozostanie dla współczesności romansem politycznym zależy od nas samych Żydów. Jeśli to pokolenie nie zdoła zrozumieć jego prawości, przyszła bardziej zaawansowana generacja pojmie go. Żydzi, którzy spróbują jego realizację, powinni osiągnąć swoje państwo, ale oni na to zasłużą (...)”
„Rozważam kwestię żydowską, nie społeczną, nie religijną, chociaż czasami biorę te i inne formy. Jest to kwestia narodowa, i musimy ją rozwiązać w dyskusji przede wszystkim jako międzynarodowy problem polityczny i w radzie rozstrzygnąć przez narody cywilizowane świata.”
„Jesteśmy narodem - jednym narodem.”
„Szczerze próbowaliśmy wszędzie połączyć się z narodowymi społecznościami w których żyjemy, starając się jedynie zachować wiarę naszych ojców. Nie wolno nam tego. Na próżno jesteśmy lojalnymi patriotami, czasami super lojalnymi; na próżno ponosimy ofiary z życia i mienia jako współobywatele; na próżno staramy się powiększyć sławę naszych rodzimych ziem w sztuce i nauce, lub jej bogactwo przez handel. W naszych rodzimych krajach, w których żyjemy od wieków, wciąż jesteśmy potępiani jako obcy, często przez ludzi, których przodkowie nie pochodzą z czasów do których Żydzi wzdychają (...)”
„Ucisk i prześladowania nie mogą nas zniszczyć. Żaden naród na ziemi nie przeszedł takich ucisków i cierpień jak my (...)”
„Palestyna jest naszą niezapomnianą historyczną ojczyzną.”
„Jeszcze raz powtarzam moje słowa: Żydzi, którzy będą wówczas, osiągną swoje państwo. W końcu będziemy żyć jako wolni ludzie na naszej ziemi, będziemy spokojnie umierać w naszych domach. Świat będzie wyzwolony przez naszą wolność, wzbogacony naszym bogactwem, powiększony naszą wielkością. I cokolwiek będziemy tam czynić dla naszej własnej korzyści, będzie stawać się dużym pożytkiem dla całej ludzkości.”
Ostatnim dziełem Herzla była książka Altneuland, w której zawarł wizję nowego państwa żydowskiego z odmienionym społeczeństwem. Herzl wyobrażał sobie to państwo jako połączenie nowoczesnej kultury europejskiej z żydowskim dziedzictwem kulturowym. Opisywał wybudowany w Jerozolimie „Pałac Pokoju”, w którym rozstrzygane są międzynarodowe spory. A jednocześnie spodziewał się odbudowania Świątyni Jerozolimskiej. Społeczeństwo nie miało być jednak religijnym, choć okazywałoby szacunek religii w każdej sferze życia publicznego. W użyciu miały być liczne języki, choć głównym językiem byłby hebrajski. Herzl nie przewidywał żadnego konfliktu między Żydami a Arabami. Spodziewał się, że arabska ludność będzie wdzięczna swoim żydowskim sąsiadom za poprawę sytuacji ekonomicznej Palestyny, i nie widział żadnych podstaw do konfliktu. W żydowskim państwie wszyscy obywatele mieli mieć równe prawa, w tym także nie-Żydzi. Omawiając ustrój nowego państwa Herzl wskazywał na „trzecią drogę”, będącą pomiędzy kapitalizmem a socjalizmem. Państwo miało mieć rozwinięty system pomocy społecznej i zachowaną własność publiczną głównych bogactw naturalnych, przemysłu, rolnictwa i handlu (zorganizowanych na zasadach współpracy).
„Opiera się to na idei, która często występuje we wszystkich cywilizowanych narodach (...) Gdybyśmy kogokolwiek wykluczyli z naszych osiągnięć byłoby to niemoralne, niezależnie od jego pochodzenia czy jego religii. Stoimy na ramionach innych cywilizowanych narodów (...) To co posiadamy zawdzięczamy pracy przygotowanej przez inne narody. Dlatego musimy spłacić nasz dług. Istnieje tylko jeden sposób aby to zrobić, najwyższa tolerancja. Dlatego naszym motto musi być teraz i zawsze: „Człowieku, jesteś moim bratem”.”

## Znaczenie
Theodor Herzl jest nazywany „Wizjonerem państwa” (hebr. חוֹזֵה הַמְדִינָה, Hozeh HaMedinah), ojcem współczesnego politycznego syjonizmu i w efekcie jednym z twórców państwa Izrael. W czerwcu 2004 roku izraelski parlament postanowił uczcić pamięć i zachować nauki Herzla. W tym celu utworzono publiczną radę do kształcenia przyszłych pokoleń, aby nadać kształt państwu Izraela w zgodzie z syjonistyczną wizją Herzla. Dzień urodzin Theodora Herzla, 10 ijar, został uznany Dniem Herzla. W tym dniu co roku odbywają się państwowe uroczystości przy jego grobie na Wzgórzu Herzla w Jerozolimie. W Knesecie odbywa się wówczas uroczysta debata.
Na cześć Herzla jedno z izraelskich miast nosi nazwę Herzlija.

## Publikacje

### Dramaturgia
- Kompagniearbeit. Wiedeń: 1880. Brak numerów stron w książce (komedia w jednym akcie)
- Die Causa Hirschkorn. Wiedeń: 1882. Brak numerów stron w książce (komedia w jednym akcie)
- Tabarin. Wiedeń: 1884. Brak numerów stron w książce (komedia w jednym akcie)
- Muttersöhnchen. Wiedeń: 1885. Brak numerów stron w książce (komedia w czterech aktach)
- Seine Hoheit. Wiedeń: 1885. Brak numerów stron w książce (komedia w trzech aktach)
- Der Flüchtling. Wiedeń: 1887. Brak numerów stron w książce (komedia w jednym akcie)
- Wilddiebe. Wiedeń: 1888. Brak numerów stron w książce (komedia w czterech aktach, we współpracy z H. Wittmannem)
- Was wird man sagen?. Wiedeń: 1890. Brak numerów stron w książce (komedia w czterech aktach)
- Die Dame in Schwarz. Wiedeń: 1890. Brak numerów stron w książce (komedia w czterech aktach, we współpracy z H. Wittmannem)
- Prinzen aus Genieland. Wiedeń: 1891. Brak numerów stron w książce (komedia w czterech aktach)
- Die Glosse. Wiedeń: 1895. Brak numerów stron w książce (komedia w jednym akcie)
- Das Neue Ghetto. Wiedeń: 1898. Brak numerów stron w książce (dramat w czterech aktach)
- Unser Kätchen. Wiedeń: 1899. Brak numerów stron w książce (komedia w czterech aktach)
- Gretel. Wiedeń: 1899. Brak numerów stron w książce (komedia w czterech aktach)
- I love you. Wiedeń: 1900. Brak numerów stron w książce (komedia w jednym akcie)
- Solon in Lydien. Wiedeń: 1904. Brak numerów stron w książce (dramat w trzech aktach)

### Zbiory felietonów, opowiadań, szkiców
- Neues von der Venus. Lipsk: 1887. Brak numerów stron w książce
- Das Buch der Narrheit. Lipsk: 1888. Brak numerów stron w książce
- Das Palais Bourbon, Bilder aus dem französischen Parlamentsleben. Lipsk: 1895. Brak numerów stron w książce
- Philosophische Erzählungen. Lipsk: 1895. Brak numerów stron w książce
- Feuilletons. Lipsk: 1903. Brak numerów stron w książce

### Dzieła syjonistyczne
- Der Judenstaat. Lipsk, Wiedeń: 1896. Brak numerów stron w książce
- Der Baseler Kongress. Lipsk: 1897. Brak numerów stron w książce
- Altneuland. Lipsk: 1902. Brak numerów stron w książce

## Odznaczenia
- Krzyż Komandorski Orderu Medjidie (Imperium Osmańskie, 1896)
- Wielki Krzyż Orderu Medjidie (Imperium Osmańskie, 1901)